# Oberhoffen-lès-Wissembourg
Pour les articles homonymes, voir Oberhoffen.
Oberhoffen-lès-Wissembourg est une commune française située dans la circonscription administrative du Bas-Rhin et, depuis le 1er janvier 2021, dans le territoire de la Collectivité européenne d'Alsace, en région Grand Est.
Cette commune se trouve dans la région historique et culturelle d'Alsace.
Il s'agit de la commune alsacienne au nom le plus long.

## Géographie
Avec ses quelque 300 habitants, Oberhoffen-lès-Wissembourg est l’une des plus petites communes de la communauté de communes dont la ressource principale vient de la forêt communale. Des vergers et la vigne entourent le village. Les vignes qui contribuent d’ailleurs à l’élaboration du « Karschweg », le pinot gris (anciennement Tokay pinot gris) local vinifié par la Cave coopérative de Cleebourg. La découverte du village peut également se faire en empruntant le sentier arboricole qui traverse la commune.
| Rott      |                            | Wissembourg |
|           | Oberhoffen-lès-Wissembourg |             |
| Cleebourg |                            | Steinseltz  |

### Hydrographie
La commune est dans le bassin versant du Rhin au sein du bassin Rhin-Meuse. Elle est drainée par le ruisseau le Haussauerbach, le ruisseau le Rehbach, le ruisseau Pfeifersberg et le ruisseau Steinbachhohl,.
Le Haussauerbach, d'une longueur de 15 km, prend sa source dans la commune de Rott et se jette  dans le Seltzbach à Hoffen, après avoir traversé huit communes. 

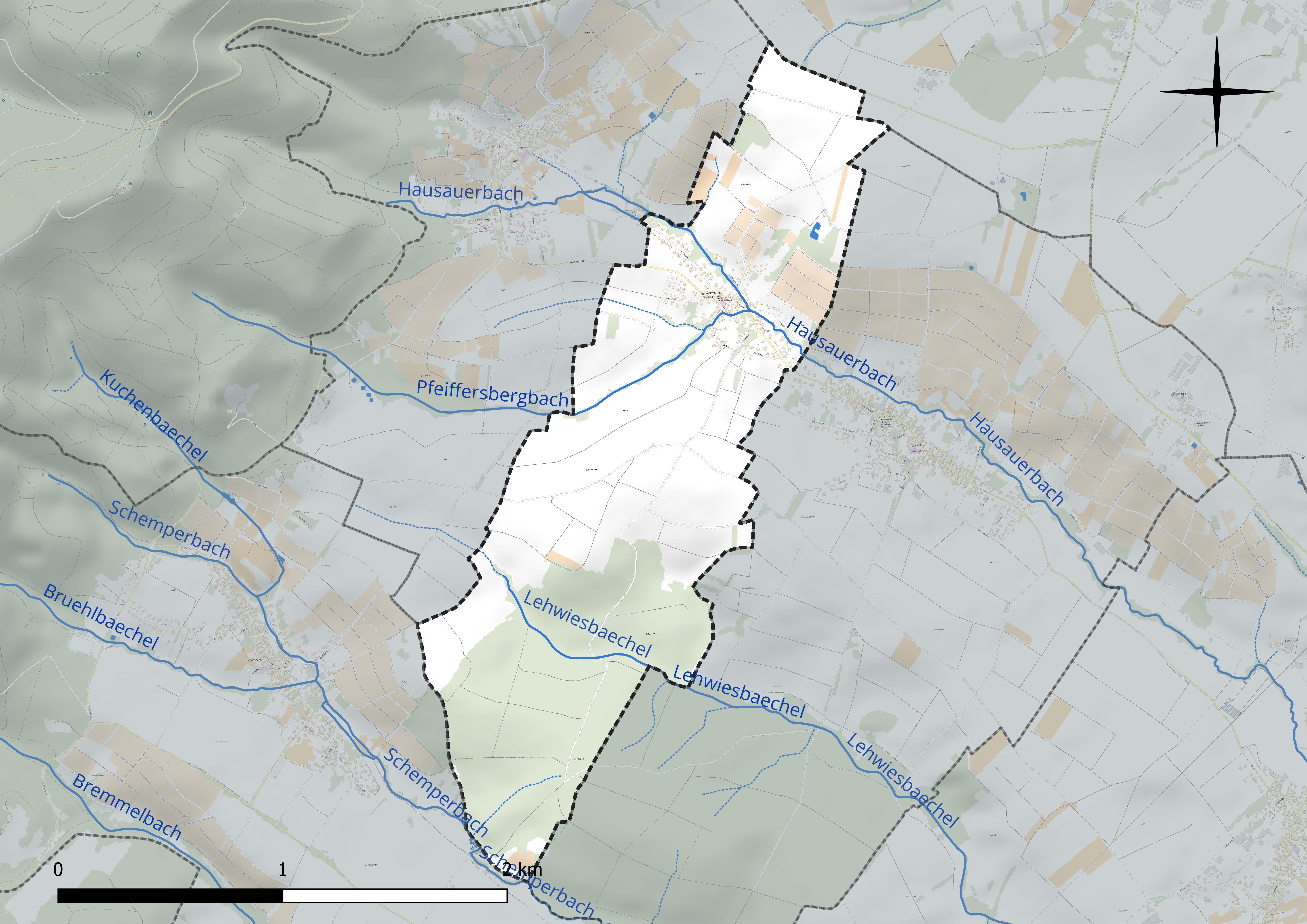
Réseau hydrographique d'Oberhoffen-lès-Wissembourg.

### Climat
Pour des articles plus généraux, voir Climat du Grand Est et Climat du Bas-Rhin.
En 2010, le climat de la commune est de type climat des marges montargnardes, selon une étude du Centre national de la recherche scientifique s'appuyant sur une série de données couvrant la période 1971-2000. En 2020, Météo-France publie une typologie des climats de la France métropolitaine dans laquelle la commune est exposée à un climat semi-continental et est dans la région climatique  Alsace, caractérisée par une pluviométrie faible, particulièrement en automne et en hiver, un été chaud et bien ensoleillé, une humidité de l’air basse au printemps et en été, des vents faibles et des brouillards fréquents en automne (25 à 30 jours). 
Pour la période 1971-2000, la température annuelle moyenne est de 10,5 °C, avec une amplitude thermique annuelle de 17,7 °C. Le cumul annuel moyen de précipitations est de 829 mm, avec 10,8 jours de précipitations en janvier et 10,6 jours en juillet. Pour la période 1991-2020, la température moyenne annuelle observée sur la station météorologique de Météo-France la plus proche, « Preuschdorf », sur la commune de Preuschdorf à 12 km à vol d'oiseau, est de 11,3 °C et le cumul annuel moyen de précipitations est de 834,2 mm. 
La température maximale relevée sur cette station est de 39,8 °C, atteinte le 4 juillet 2015 ; la température minimale est de −19,9 °C, atteinte le 8 janvier 1985,,. 
Les paramètres climatiques de la commune ont été estimés pour le milieu du siècle (2041-2070) selon différents scénarios d'émission de gaz à effet de serre à partir des nouvelles projections climatiques de référence DRIAS-2020. Ils sont consultables sur un site dédié publié par Météo-France en novembre 2022.

## Urbanisme

### Typologie
Au 1er janvier 2024, Oberhoffen-lès-Wissembourg est catégorisée bourg rural, selon la nouvelle grille communale de densité à sept niveaux définie par l'Insee en 2022.
Elle est située hors unité urbaine. Par ailleurs la commune fait partie de l'aire d'attraction de Wissembourg (partie française), dont elle est une commune de la couronne,. Cette aire, qui regroupe 11 communes, est catégorisée dans les aires de moins de 50 000 habitants,.

### Occupation des sols
L'occupation des sols de la commune, telle qu'elle ressort de la base de données européenne d’occupation biophysique des sols Corine Land Cover (CLC), est marquée par l'importance des territoires agricoles (62,5 % en 2018), une proportion sensiblement équivalente à celle de 1990 (63,1 %). La répartition détaillée en 2018 est la suivante : terres arables (39,9 %), forêts (31 %), prairies (11,2 %), cultures permanentes (7,8 %), zones urbanisées (6,5 %), zones agricoles hétérogènes (3,6 %). L'évolution de l’occupation des sols de la commune et de ses infrastructures peut être observée sur les différentes représentations cartographiques du territoire : la carte de Cassini (XVIIIe siècle), la carte d'état-major (1820-1866) et les cartes ou photos aériennes de l'IGN pour la période actuelle (1950 à aujourd'hui).

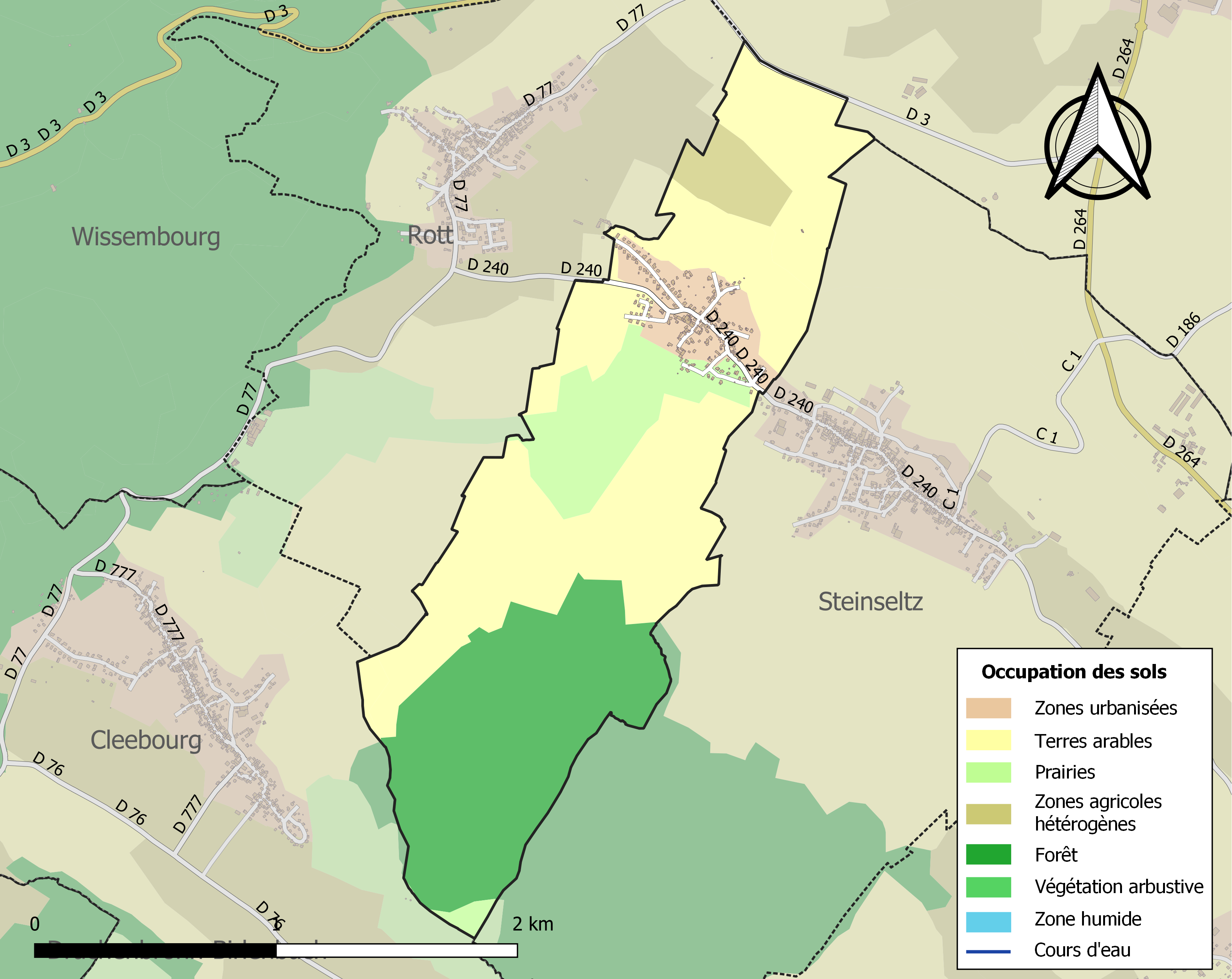
Carte des infrastructures et de l'occupation des sols de la commune en 2018 (CLC).

## Histoire
Située au pied des collines sous-vosgiennes, Oberhoffen-lès-Wissembourg est tout d'abord rattaché au bailliage de Cleebourg, puis passe sous l’emprise des Puller de Hohenbourg pour finir chez le duché des Deux-Ponts où il restera jusqu'à la Révolution. Ce n'est qu'en 1927 que la commune prend le nom d'Oberhoffen-lès-Wissembourg en raison de sa proximité géographique avec Wissembourg.

### Héraldique
| Blason de Oberhoffen-lès-Wissembourg | Blason  | Parti d'or et de gueules. |
| Blason de Oberhoffen-lès-Wissembourg | Détails |                           |

## Toponymie
Owerhoffe en francique méridional. Oberhofen en allemand.

## Politique et administration
| Période                                  | Période  | Identité      | Étiquette | Qualité |
| ---------------------------------------- | -------- | ------------- | --------- | ------- |
| avant 1981                               | ?        | Robert Meyer  |           |         |
| mars 2001                                | mai 2020 | Robert Arnold |           |         |
| mai 2020                                 | En cours | Thomas Hauer  |           |         |
| Les données manquantes sont à compléter. |          |               |           |         |

## Démographie
L'évolution du nombre d'habitants est connue à travers les recensements de la population effectués dans la commune depuis 1793. Pour les communes de moins de 10 000 habitants, une enquête de recensement portant sur toute la population est réalisée tous les cinq ans, les populations de référence des années intermédiaires étant quant à elles estimées par interpolation ou extrapolation. Pour la commune, le premier recensement exhaustif entrant dans le cadre du nouveau dispositif a été réalisé en 2008.

En 2022, la commune comptait 312 habitants, en évolution de −6,02 % par rapport à 2016 (Bas-Rhin : +3,17 %, France hors Mayotte : +2,11 %).
| 1793 | 1800 | 1806 | 1821 | 1831 | 1836 | 1841 | 1846 | 1851 |
| ---- | ---- | ---- | ---- | ---- | ---- | ---- | ---- | ---- |
| 208  | 213  | 227  | 242  | 233  | 222  | 202  | 189  | 189  |

| 1856 | 1861 | 1866 | 1871 | 1875 | 1880 | 1885 | 1890 | 1895 |
| ---- | ---- | ---- | ---- | ---- | ---- | ---- | ---- | ---- |
| 152  | 150  | 150  | 161  | 150  | 153  | 140  | 130  | 106  |

| 1900 | 1905 | 1910 | 1921 | 1926 | 1931 | 1936 | 1946 | 1954 |
| ---- | ---- | ---- | ---- | ---- | ---- | ---- | ---- | ---- |
| 113  | 116  | 115  | 109  | 107  | 110  | 107  | 94   | 86   |

| 1962 | 1968 | 1975 | 1982 | 1990 | 1999 | 2006 | 2008 | 2013 |
| ---- | ---- | ---- | ---- | ---- | ---- | ---- | ---- | ---- |
| 93   | 107  | 110  | 160  | 201  | 279  | 306  | 314  | 327  |

| 2018 | 2022 | - | - | - | - | - | - | - |
| ---- | ---- | - | - | - | - | - | - | - |
| 317  | 312  | - | - | - | - | - | - | - |

## Lieux et monuments
La commune a la particularité de ne pas avoir d'église.